# Podlesie (gmina Pilzno)
Podlesie – wieś w Polsce położona w województwie podkarpackim, w powiecie dębickim, w gminie Pilzno.
| SIMC    | Nazwa            | Rodzaj    |
| ------- | ---------------- | --------- |
| 0826332 | Górki            | część wsi |
| 0826349 | Koło Skały       | część wsi |
| 0826355 | Węgielnica       | część wsi |
| 0826361 | Wielkie Podlesie | część wsi |

Na skraju wsi znajduje się florystyczny rezerwat przyrody Słotwina o powierzchni 3,3 ha. W rezerwacie chronione są stanowiska rzadkiego gatunku paproci - pióropusznika strusiego, a także bluszczu pospolitego, kopytnika, porzeczki czarnej, kruszyny pospolitej i kaliny koralowej.
W latach 1975–1998 miejscowość należała administracyjnie do województwa tarnowskiego.

## Historia
Położona na terenie miejscowości leśniczówka Podlesie Górne była miejscem mobilizacji batalionu „Barbara” w składzie 16. Pułku Piechoty Armii Krajowej do akcji „Burza” między 4 a 8 sierpnia 1944. Batalionem dowodził mjr dypl. Eugeniusz Borowski ps. Leliwa, do scalenia Narodowej Organizacji Wojskowej z AK komendant Podokręgu Tarnowskiego NOW, a następnie komendant Obwodu Tarnowskiego AK. W skład batalionu weszli m.in. żołnierze Obwodu NOW Pilzno, a także Azerowie zbiegli z transportu niemieckiego przeznaczonego na front włoski. Batalion walczył z Niemcami na tyłach frontu w rejonie Tarnowa, Pilzna i Nowego Sącza do 21 października 1944, udzielając informacji i zaopatrzenia działającym w powiecie tarnowskim oddziałom partyzantki radzieckiej kpt. Władimira Macniewa ps. Potiomkin i kpt. Andrieja Bielawcewa ps. Dowgałow, po czym został z wyjątkiem dwóch plutonów rozwiązany przez dowódcę (29 X).